# 外川目村
外川目村（そとかわめむら）は、昭和29年（1954年）まで岩手県稗貫郡にあった村。現在の花巻市大迫町外川目にあたる。

## 地理
- 河川：稗貫川

## 沿革
- 明治22年（1889年）4月1日 - 町村制施行にともない、旧来の外川目村単独で村制施行。大迫町・内川目村と町村組合を形成（大迫町外二箇所組合）。
- 明治25年（1892年）10月9日 - 大迫町が町村組合より離脱。内川目・外川目組合村となる。
- 昭和21年（1946年）8月 - 外川目村との組合村を解消。
- 昭和30年（1955年）1月1日 - 大迫町・亀ヶ森村・内川目村と合併し、新制の大迫町となる。

## 行政
- 歴代村長

大迫町外二箇所（内川目・外川目）組合町村長
大迫町の項を参照のこと
内川目・外川目組合村長
内川目村の項を参照のこと
外川目村長
| 代 | 氏名     | 就任                  | 退任                       | 備考 |
| -- | -------- | --------------------- | -------------------------- | ---- |
| 1  | 阿部源東 | 昭和21年（1946年）8月 | 昭和22年（1947年）4月      |      |
| 2  | 佐藤精造 | 昭和22年（1947年）4月 | 昭和29年（1954年）12月31日 |      |